# Taureau (film)
Pour plus de détails, voir Fiche technique et Distribution.
 Taureau est un film québécois de Clément Perron produit en 1973.

## Synopsis
En Beauce au Québec, des villageois sont durs envers une famille marginale. Des rumeurs circulent la concernant. Les femmes de la maison sont-elles des femmes faciles? Le fils, Taureau, un niais très fort, ne fait-il pas du charme à l’institutrice? Les Beaucerons, joviaux et généreux, peuvent aussi être durs lorsque la fierté de la communauté est en jeu ou face à une situation qui les choque. 

## Fiche technique
- Titre : Taureau
- Réalisation : Clément Perron
- Scénario : Clément Perron
- Musique : Jean Cousineau
- Photographie : Georges Dufaux
- Montage : Pierre Lemelin
- Production : Marc Beaudet
- Société de production : Office national du film du Canada
- Pays :  Canada
- Genre : Drame
- Durée : 98 minutes
- Dates de sortie : 
  -  Canada : 1er février 1973

## Distribution
- Monique Lepage : La Gilbert
- André Mélançon : Taureau
- Michèle Magny : Denise Beaudoin
- Béatrice Picard : Mme Larivée
- Marcel Sabourin : Serge Beaudoin
- Yvon Thiboutot : Denis Corriveau
- Amulette Garneau : Mme Beaudoin
- Louise Portal : Gigi Gilbert
- André Cartier : Niaiseux
- Yvan Canuel : Henri Larivée
- Jacques Bilodeau : Ti-beu
- Marguerite Lemir
- Denis Drouin
- Anne Létourneau
- Marthe Mercure
- Edgar Fruitier
- Bonfield Marcoux
- Pat Gagnon
- Michael Rothery
- Roger Gosselin
- Germain Deblois
- Benoît Thibault